# Аутомат (оружје)
Аутомат или раније машинка је у војној терминологији лако стрељачко оружје, аутоматског дејства, намијењено за борбу против живих циљева.
Погодан је нарочито за борбу на блиском одстојању, у рововима, шуми, планини и насељеним мјестима. Једноставне је конструкције, лак за руковање, а послужује га један човјек (аутоматичар). Основе карактеристике аутомата су да користи пиштољску муницију, калибра 6,35 - 11,43 mm и дјелује на принципу трзања затварача. Маса аутомата износи 2,7-4,5 kg.
Након Другог свјетског рата, војне доктрине суперсила СССР и САД су скоро сасвим занемариле аутомат као оружје. Рјешење потребе за кратким оружјем, подесним за урбане сукобе и дејства у скученим просторима су нашле скраћивањем аутоматских пушака као што су Калашњиков АКС или Колт CAR 15. Ово има за посљедицу да се у новијој војној пракси и кратке аутоматске пушке називају аутоматима, мада дјелују из затвореног затварача, раде на принципу позајмице барутних гасова и користе пушчану муницију.
Аутомат се налази највише у наоружању пјешадије, а понекад и других родова и служби. Уз то је главно оружје специјалних јединица као што су јуришна пјешадија, извиђачке јединице, командоси и падобранци.

## Принцип рада
Аутомат ради на принципу коришћења трзања затварача при опаљењу. Већина аутомата дејствује из отвореног затварача. Испаљење првог метка враћа затварач који избацује чауру испаљеног метка и сабија повратну опругу. Под притиском опруге, затварач се креће унапред, убацује нови метак у цијев и врши ново опаљење. Ово се понавља све док је обарач стиснут и дозвољава пут затварачу.

## Дијелови
Зависе од конструкције аутомата. Југословенски аутомат 7,62 mm М.49/57 има цијев с компензатором на устима, сандук с облогом (за смјештај цијеви и затварача), поклопац сандука с вретеном (смјештај ударне опруге), повратно-ударну опругу, затварач с ручицом, механизам за окидање, кундак, нож и оквир. Аутомат има и прибор за чишћење и подмазивање.

## Гађање
Врши се аутоматском или јединачном паљбом. Кратки рафали су 3-6 а дуги 15-20 метака. Кратки рафали су ефикасни до 200 а дуги до 100 метара. Практична брзина гађања је око 100 метака у минути рафалном паљбом, а 30 јединачном.